# 矢橋修太郎
矢橋 修太郎（やばし しゅうたろう、1946年 - ）は、日本の実業家。矢橋大理石社長。「先祖は嵯峨天皇の第12皇子で光源氏の実在モデルの有力候補とされる源融（みなもとのとおる）にまで遡る（アーカイブ）」矢橋家の出身。

## 略歴
1969年慶應義塾大学工学部卒業。矢橋大理石株式会社入社。1988年6月、同社代表取締役社長に就任。2003年5月より2007年5月まで、全国建築石材工業会会長。世界中の石材産地を訪問し、情報を収集するとともに、各地の施工例を確認している。2022年、岐阜県交響楽団理事長に就任。

## 著作
- 下坂康哉・小倉義雄・矢橋 修太郎・池野忠勝『世界の建築石材』風媒社（2019年）[3][4]

## 家系図
矢橋家（惣本家・本家・南矢橋・北矢橋）は、嵯峨天皇・源融（紫式部『源氏物語』の主人公光源氏の実在モデルの有力候補）まで遡る。
- 《惣本家》矢橋藤十郎・幾世
  - 矢橋徳次郎（大地主、岐阜縣多額納税者、株式會社赤坂銀行、株式會社大垣銀行各取締役等）[8]
    - 矢橋敏郎
    - 矢橋郁二
    - 矢橋省三
    - 矢橋和夫
    - 矢橋豊二

  - 矢橋為吉
  - 矢橋賢吉（大蔵官僚、国会議事堂設計の中心人物、叙正三位、勲二等旭日重光章受章）
    - 矢橋きみ
- 《本家》矢橋宗太郎（廃藩置県の際、徳川家康が織田信長の岐阜城千畳敷御殿を移築し造営させたお茶屋屋敷の払下げを受く）
  - 矢橋敬吉（赤坂銀行取締役）[1]
    - 矢橋龍吉
      - 矢橋龍太郎 （矢橋林業社長、三星礦業社長、矢橋工業社長・会長）[1]・茅子（ミツカン創業家・中埜家より嫁す〈第6代の二女〉）[9]
        - 矢橋龍宜（矢橋工業社長）

    - 矢橋次郎 （赤坂銀行専務、岐阜県石炭取締役、十六銀行監査役、矢橋工業会長）[1]・絹（旧姓・安居）
      - 矢橋宗一
        - 矢橋慎哉 （矢橋工業会長）
        - 矢橋哲郎

      - 矢橋恒男
        - 矢橋和廣

      - 原乙彦（旧姓・矢橋）（ユニチカ通商社長）
        - 原秀六（滋賀大学名誉教授）
        - 原吉弘

  - 矢橋幾世・藤十郎
    - 矢橋徳次郎
    - 矢橋賢吉

  - 矢橋友吉
    - 矢橋厚一郎
      - 矢橋徳太郎（世界最高の精度を誇る日時計の考案者、CBCクラブ文化賞受賞、鯱光会顕彰者）

  - 矢橋亮吉（1946年に昭和天皇のご訪問〈行幸〉、1965年に皇太子〈のちに天皇・上皇〉のご訪問〈行啓〉があった矢橋大理石の創業者）・とみ（岐阜、高橋芳長女）[1]
    - 矢橋太郎・しづ（岐阜、桐山誠一妹）[1]
      - 矢橋篤子（矢橋太郎長女）・矢橋浩吉（実父亀山恭平・実母正子・養父矢橋太郎・養母しづ〈岐阜、桐山誠一妹〉、揖斐川電気工業〈現・イビデン〉社長、勲三等瑞宝章受章）[1]
        - 矢橋修太郎・千枝子（北村酒造社長・北村精一郎〈宗四郎〉長女）[1]
          - 矢橋晋太郎[1]
          - 矢橋正二郎[1]
          - 矢橋庸子[1]

    - 矢橋次雄［矢橋亮吉］（矢橋大理石社長）・利子（内務技師・青木元五郎五女）[1]
      - 矢橋修太郎（養子）[1]

    - 矢橋五郎（関ヶ原石材社長）[1]
      - 矢橋謙一郎（関ヶ原石材社長）
      - 矢橋昭三郎（関ヶ原製作所社長・相談役） [6]

    - 矢橋六郎（JR名古屋駅新幹線口にあった壁画「日月と東海の四季」を描いた洋画家）[1]
    - 矢橋重雄（矢橋亮吉十男、住友本社入社、矢橋大理石商店取締役）・美代子（男爵・北垣晋一長女）[1]
      - 矢橋和重[1]
      - 矢橋譲[1]
      - 矢橋晃[1]
      - 佐藤久美子・佐藤正昭[1]

    - 戸田道子（矢橋亮吉長女）・戸田良直（大垣貯蓄銀行頭取）[1]
    - 桑原孝子（矢橋亮吉ニ女）・善吉(真一)[10]（十六銀行会長）[1]

遠縁：所郁太郎（実父・矢橋亦一、養父・所伊織）（大垣藩の生まれ、適塾塾頭、暗殺者に襲われた元勲・井上馨を治療した医師、幕末の志士、高杉晋作の参謀、長州藩遊撃隊軍監、従四位追叙）